# Das Erste
Das Erste ("Den första") är Tysklands äldsta TV-kanal, som drivs av de nio regionala allmänna rundradioanstalterna genom ARD.

## Bakgrund
Kanalens första provsändningar inleddes 1950 av Nordwestdeutscher Rundfunk (NWDR). Reguljära sändningar inleddes 1952 och från den 1 november 1954 sände kanalen över hela Västtyskland. I december 1990 tog kanalen över det sändarnät som använts av Deutscher Fernsehfunks första kanal och sände därmed även från det tidigare Östtyskland. 
Vid starten kallades kanalen Deutsches Fernsehen (Tyska televisionen), vilket 1984 ändrades till Erstes Deutsches Fernsehen (Första tyska televisionen). Sedan 1990-talet används oftast namnet Das Erste.
Kanalen finansieras främst av licensavgifter men får även inkomster genom försäljning av reklamtid. Reklam får dock enbart sändas före klockan 20.00, och söndagar och nationella helgdagar är helt reklamfria.
Sändningstiden i kanalen fördelas mellan de nio regionala rundradioanstalterna efter storlek. En stor del av sändningarna utanför bästa sändningstid samsänds med ZDF, den andra kanalen. Detta gäller främst morgonprogrammet Morgenmagazin och vissa nyhetssändningar under dagtid, som växlar mellan att produceras av ZDF eller ARD-medlemmar.
Nyhetsprogrammet Tagesschau sänds dagligen från Hamburg klockan 20.00. Andra kända program som sänds på Das Erste är polisserien Tatort.